# 相模原市立内出中学校
相模原市立内出中学校（さがみはらしりつ うちでちゅうがっこう）は、神奈川県相模原市緑区下九沢にある公立中学校。

## 通学区域
- 相模原市緑区[1]
  - 大島1〜1404・1514〜1517・1525〜1535の1・1535の7・3179〜3183・3185〜3189・3255〜3262・3263の2・3263の4・3263の7・3264・3265・3339・3378〜4104
  - 上九沢1〜176
  - 下九沢2362〜2388・2398の2・2398の3・2399〜2402・2406〜2970
  - 二本松1丁目
  - 二本松2丁目
  - 二本松3丁目1番15号〜35号・3番〜19番・20番10号〜19号・21番〜23番・24番 6号〜10号・25番〜50番
  - 橋本台3丁目2番・3番・6番〜18番
  - 橋本台4丁目

## 進学前小学校
- 相模原市緑区
  - 相模原市立大島小学校
  - 相模原市立二本松小学校（一部は相模原市立相原中学校へ）